# Teaming
Teaming es la idea de que si cada persona dona una cantidad simbólica al mes (en Europa 1€ al mes) y nos unimos, podemos ayudar muchísimo a causas sociales y hacer realidad muchos proyectos. A día de hoy, a través de su portal web, Teaming se ha convertido en una herramienta en línea gratuita para causas sociales y entidades no lucrativas que les permite gestionar recaudaciones de 1€ al mes. 

Jil van Eyle fue el impulsor de esta idea. Desde 1999 se implantó en las empresas, donde cada empleado donaba un euro al mes de su nómina para una causa social que elegían entre todo. La iniciativa reunía microdonaciones en equipo que, de forma individual, serían inviables. Se basa en el principio máximo de que "la unión hace la fuerza". Las empresas realizaban internamente toda la gestión de recaudación y la donación al proyecto. Durante este periodo Teaming era una idea que las empresas asumían y desarrollaban de forma proactiva y autónoma.  
En 2011, las empresas Everis y Grupo Intercom deciden crear la Fundación Teaming para convertir esta idea en una plataforma en línea a la que cualquier persona pudiera tener acceso. La web se lanzó en enero de 2012 y permite desde entonces que cualquier persona, empresa u ONG recaude fondos para una causa social a través de microdonaciones de 1€ al mes. No se puede donar ni más ni un euro al mes por causa, lo que hace que todos los Teamers sean iguales en el proyecto y contribuyan con el mismo impacto a su realización.  

## Origen
Teaming tiene como antecedente la historia personal de Jil Van Eyle. El 8 de octubre de 1998 nació su hija Mónica con una grave enfermedad: hidrocefalia.
Al enfrentarse a esta realidad fue cuando contactó con diversas fundaciones y comenzó a pensar en las microdonaciones en grupo como fórmula para ayudar a los demás. Su deseo cobró tanta fuerza que logró materializarse en el Teaming.
La idea que concibió puede resumirse de una forma sencilla: "en lugar de una cantidad, se pedirá trabajo en equipo". 

## Teaming vía nómina
Teaming comenzó a instaurarse en las empresas  en 1999, donde se mueve mucho desde abajo hacia arriba. Es un proyecto de personas, no de organizaciones. Su éxito en buena medida se debe a los propios compañeros de una empresa, puesto que son ellos los que deciden de forma voluntaria participar en esta iniciativa solidaria y destinar un euro de su nómina al mes al proyecto social que escojan. Para ello es clave que en la empresa haya un buen clima laboral entre la gente.
Con esta fórmula de Teaming, la empresa organiza junto a su departamento de administración la recaudación de fondos y la transferencia al proyecto, así como las altas y bajas de Teaming.  
Además de ser un buen indicador de clima laboral, Teaming es una oportunidad de fomentar la responsabilidad social empresarial en las compañías. Y es que según el estudio realizado por la UB,[cita requerida] más del 70% de las personas que colaboran con el Teaming nunca antes se habían planteado contribuir económicamente a una causa social. 
Teaming vía nóminas en 40 países, es en Europa, América Latina y Japón donde esta iniciativa solidaria se ha implantado con mayor firmeza. Las empresas son desde pequeñas a multinacionales y los proyectos -más del 80%- se caracterizan por ser pequeños y con carácter personal, la mayoría de ellos relacionados con la infancia.
Desde el lanzamiento en 2012 de la plataforma de Teaming, las empresas también pueden realizar Teaming con sus empleados con la gestión íntegra por parte de la Fundación Teaming - excepto la campaña de difusión interna-. En la plataforma los compañeros y compañeras ya no colaboran vía su nómina sino con su tarjeta o IBAN. 

## Teaming.net
En 2011 nace la Fundación Teaming y en 2012 Teaming lanza su web para que cualquier persona, pueda hacer su donación de un euro al mes a la causa social que quiera. Asimismo, cualquier persona o entidad que necesite recaudar fondos puede utilizar la herramienta que Teaming les ofrece.También las empresas pueden crear un Grupo Teaming online para recaudar fondos entre todos y en este caso la gestión ya no se realiza vía nómina sino que la realiza íntegramente la plataforma.  
La herramienta es 100% sin costes y gracias a un acuerdo con Banco Sabadell tampoco se cobran de comisiones bancarias. Cada euro que se dona a través de Teaming se convierte en ayuda. 
Hasta el momento, a través de la plataforma de Teaming se han recaudado más de 17 millones de euros. El número de donantes que se estima tiene la plataforma, supera los 300.000. Actualmente, la mayoría se concentran en España pero alrededor de 50.000 donantes ya son de otros países europeos, principalmente de Francia, Italia, Alemania y Holanda. 
La plataforma recaudó 4 millones de euros en 2018 y fue por tercer año consecutivo líder en recaudación colectiva de donación en España.

## Ejemplos Teaming
Los ejemplos Teaming son infinitos. Desde empresas cuyos trabajadores financian proyectos sociales, hasta vecinos de un mismo barrio que ayudan a una persona sin hogar para que pueda obtener un lugar donde vivir. A través de Teaming se están financiando proyectos de diferente naturaleza: investigación, asistencia, educación...
Algunas de las campañas con más recaudación en Teaming:
Fundación Alba Pérez
Desayunos para educar y proteger - Solidarios sin Fronteras
Fundación Santuario Gaia

## Colaboradores
- Grupo Intercom[6]
- Everis
- Banco Sabadell